# Barranc de l'Obaga Gran
El Barranc de l'Obaga Gran, és un barranc del terme de Sant Esteve de la Sarga, a la zona de Mont-rebei.
Es forma a 1.365 m. alt., a prop del Graller Petit d'Alsamora, quasi en el punt de trobada del Serrat de la Corona i del Serrat de la Tualdeta, a la zona occidental del Montsec d'Ares. Baixa de dret cap al nord durant la primera part del seu recorregut, i després inflexiona cap al nord-oest, fins que s'aboca en el barranc de Sant Jaume, prop dels Forats del Queixigar.
En el seu recorregut rep diversos barrancs com a afluents, entre els quals destaca el barranc del Queixigar, per l'esquerra. La part central del seu curs rep també el nom de llau de l'Oró.